# Michele IX Paleologo
Michele IX Paleologo (in greco medievale: Μιχαήλ Θ΄ Παλαιολόγος, trasl. Mikhaēl IX Palaiologos) (Costantinopoli, 17 aprile 1277 – Tessalonica, 12 ottobre 1320) fu co-imperatore del trono dei basileis dal 1294/95 fino alla sua morte.

## Biografia
Nacque a Costantinopoli il 17 aprile del 1277 dal coimperatore Andronico II Paleologo e da Anna d'Ungheria. Fu obbligato dal padre Andronico a sopportare la matrigna Irene, nata Violante di Monferrato, sposata per saldare un'alleanza (al punto che nel 1311 Michele IX la manderà in esilio a Tessalonica, dove rimarrà fino alla sua morte, avvenuta nel 1317).
Nel 1294/95 il padre Andronico lo nominò co-imperatore con il compito di provvedere alla difesa e alle finanze dell'impero, ma spesso i due ebbero aspri disaccordi sulle scelte politiche, aggravati dai continui contrasti con la matrigna Violante di Monferrato, che poi si ritirò a Tessalonica. Di carattere deciso, coscienzioso e valoroso, Michele IX voleva ingaggiare campagne contro i Turchi, ma le casse bizantine non avevano abbastanza mezzi. Per prima cosa Michele le riorganizzò con un'imposta generale e una riduzione delle spese di corte e dei vari donativi a nobili e clero, poi pagò con il ricavato parte dei debiti contratti e armò un esercito. Coinvolto nella diplomazia paterna con gli stati occidentali, fu promesso sposo a Caterina di Courtenay, imperatrice titolare dell'Impero latino, ma questo progetto fallì quando Caterina divenne la seconda moglie di Carlo di Valois. Nel 1296 sposò la figlia del re d'Armenia Leone III, Rita, chiamata Maria, da cui ebbe vari figli tra i quali l'erede Andronico III.

## Le campagne contro i Turchi
Durante il regno di Michele VIII Paleologo ad oriente si era assistito ad un processo di decadenza del sultanato selgiuchide che aveva portato ad una sempre maggiore autonomia delle tribù turche le quali avevano iniziato a compiere scorrerie nei domini imperiali. Progressivamente a causa del ridotto numero di soldati il confine orientale cedette e per evitare il peggio Michele IX condusse una campagna militare fino alla città di Magnesia al Meandro ma la spedizione fu inconcludente per via dell'indisciplina dei mercenari Alani che formavano il nerbo dell'armata.
Nello stesso anno, il 27 di luglio, la cavalleria leggera di Osman, signore di un piccolo emirato locale, quello dei Turchi Ottomani (dal nome del capostipite Othman) sconfisse duramente l'esercito bizantino a Bapheus presso Nicomedia bloccando ogni controffensiva. A questo punto Andronico e Michele si rivolsero al khan mongolo Ghazan perché inviasse rinforzi e solo con tale aiuto il co-imperatore riuscì a rafforzare i resti del dominio bizantino, la Bitinia.

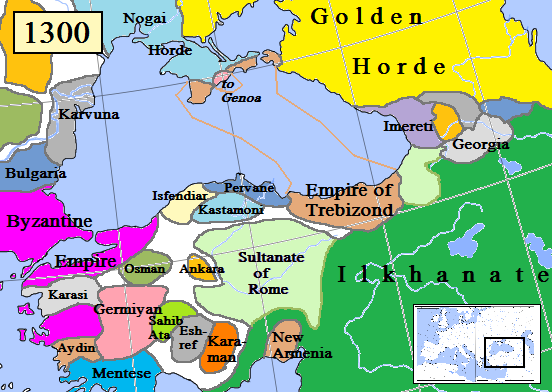
L'Asia Minore bizantina (viola) nel 1300.

## Il problema catalano
Alla fine del 1303 Andronico II assoldò il mercenario Roger de Flor, con circa 6.500 catalani, affinché, dietro lauto compenso, la carica di megaduca e la mano della nipote, liberasse dai turchi l'Asia minore. L'avventura partì bene, nonostante le perplessità di Michele e, dopo aver respinto il nemico a Cizico, i catalani vinsero a Filadelfia.  Immediatamente, però, i catalani si dedicarono al saccheggio, generando forti contrasti con l'imperatore; dopo la concessione di ulteriori privilegi (l'Asia Minore conquistata e la carica di "Cesare dell'Impero"), i catalani furono richiamati in Europa per affiancare l'esercito di Michele IX contro i bulgari.  Nell'aprile del 1305 Michele IX, stanco dei continui saccheggi compiuti, nonostante gli accordi, dai catalani, invitò Roger de Flor nel suo palazzo di Adrianopoli, così da festeggiare la soluzione della crisi. In realtà, al segnale convenuto l'imperatore fece uccidere tutti i catalani presenti, tra i quali il loro capitano, costringendo gli altri a fuggire a Gallipoli. Da lì i catalani riuscirono a fuggire, lasciando dietro di sé la devastazione, via terra in Grecia, nonostante i continui tentativi di Michele IX di fermarli. Nel frattempo, però, il nuovo capo dei turchi ottomani, Orkhan, sconfiggeva le truppe bizantine a Koyunhisar; accorso nuovamente in Bitinia, Michele chiese rinforzi al padre, il quale non gli rispose.

## Gli ultimi anni
Nonostante tutto ciò la situazione economica e politica dell'impero si stabilizzò: Teodoro Svetoslav di Bulgaria, venne tacitato concedendogli Teodora, figlia di Michele, in sposa, i tentativi d'aggressione di Filippo di Taranto e Carlo di Valois si esaurirono nel nulla e il conflitto con la Serbia venne concluso con un ennesimo legame matrimoniale. Qualche anno dopo anche parte della Tessaglia rientrò tra i domini di Costantinopoli, e l'Epiro, grazie alle nozze tra il nuovo despota, Nicola Orsini, ed Anna, altra figlia di Michele IX, ne subì la decisa influenza. Tuttavia la salute del coimperatore declinava rapidamente a causa dell'amarezza per i destini dell'impero e per via delle continue campagne militari compiute che gli avevano debilitato il fisico. Ritiratosi a Salonicco si dedicava ad opere pie e alla promozione dell'arte; cedette parte dei propri poteri al figlio primogenito Andronico che nominò nel 1320 suo collega.

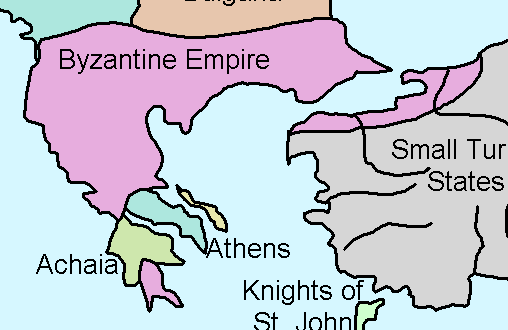
L'impero bizantino nel 1328.

Tuttavia, Andronico, ribelle e troppo impulsivo, diede ordini ad alcuni suoi accoliti, scambiandolo per un altro, di uccidere il primo uomo che sarebbe uscito dalla casa dell'amata assassinando il suo fratello minore, Manuele. A causa del dolore il padre morì di ictus il 12 ottobre dello stesso anno; la sua morte provocò la guerra civile in quanto Andronico II diseredò il nipote il quale a sua volta si ribellò distruggendo quasi tutto ciò che il padre fece.

## Famiglia
Il 16 gennaio 1294, sposa Rita d'Armenia, da cui avrà quattro figli:
- Andronico III Paleologo, imperatore bizantino dal 1328 al 1341;
- Manuele Paleologo, despota;
- Anna Paleologa, sposò Tommaso d'Epiro e in seconde nozze Nicola d'Epiro;
- Teodora Paleologa, sposò Teodoro Svetoslav di Bulgaria e in seconde nozze Michele Asen III di Bulgaria.

## Ascendenza
|                         |                    |                              | Genitori                |  |  | Nonni |  |  | Bisnonni            |  |  | Trisnonni         |  |
|                         |                    |                              |                         |  |  |       |  |  | Andronico Paleologo |  |  | Alessio Paleologo |  |
|                         |                    |                              |                         |  |  |       |  |  | Andronico Paleologo |  |  | Alessio Paleologo |  |
|                         |                    | Irene Comnena                |                         |  |  |       |  |  | Andronico Paleologo |  |  |                   |  |
| Michele VIII Paleologo  |                    |                              |                         |  |  |       |  |  | Andronico Paleologo |  |  |                   |  |
|                         |                    | Teodora Angelina Paleologina | Alessio Paleologo       |  |  |       |  |  |                     |  |  |                   |  |
|                         |                    | Teodora Angelina Paleologina | Alessio Paleologo       |  |  |       |  |  |                     |  |  |                   |  |
|                         |                    | Teodora Angelina Paleologina | Irene Angelina          |  |  |       |  |  |                     |  |  |                   |  |
| Andronico II Paleologo  |                    | Teodora Angelina Paleologina |                         |  |  |       |  |  |                     |  |  |                   |  |
|                         |                    | Giovanni Ducas Vatatze       | Isacco Ducas Vatatze    |  |  |       |  |  |                     |  |  |                   |  |
|                         |                    | Giovanni Ducas Vatatze       | Isacco Ducas Vatatze    |  |  |       |  |  |                     |  |  |                   |  |
|                         |                    | Giovanni Ducas Vatatze       | …                       |  |  |       |  |  |                     |  |  |                   |  |
| Teodora Ducas Vatatzina |                    | Giovanni Ducas Vatatze       |                         |  |  |       |  |  |                     |  |  |                   |  |
|                         |                    | Eudocia Angelina             | Giovanni Comneno Angelo |  |  |       |  |  |                     |  |  |                   |  |
|                         |                    | Eudocia Angelina             | Giovanni Comneno Angelo |  |  |       |  |  |                     |  |  |                   |  |
|                         |                    | Eudocia Angelina             | …                       |  |  |       |  |  |                     |  |  |                   |  |
| Michele IX Paleologo    |                    | Eudocia Angelina             |                         |  |  |       |  |  |                     |  |  |                   |  |
|                         | Béla IV d'Ungheria | Andrea II d'Ungheria         |                         |  |  |       |  |  |                     |  |  |                   |  |
|                         | Béla IV d'Ungheria | Andrea II d'Ungheria         |                         |  |  |       |  |  |                     |  |  |                   |  |
|                         | Béla IV d'Ungheria | Gertrude di Merania          |                         |  |  |       |  |  |                     |  |  |                   |  |
| Stefano V d'Ungheria    | Béla IV d'Ungheria |                              |                         |  |  |       |  |  |                     |  |  |                   |  |
|                         |                    | Maria Lascaris di Nicea      | Teodoro I Lascaris      |  |  |       |  |  |                     |  |  |                   |  |
|                         |                    | Maria Lascaris di Nicea      | Teodoro I Lascaris      |  |  |       |  |  |                     |  |  |                   |  |
|                         |                    | Maria Lascaris di Nicea      | Anna Comnena Angelina   |  |  |       |  |  |                     |  |  |                   |  |
| Anna d'Ungheria         |                    | Maria Lascaris di Nicea      |                         |  |  |       |  |  |                     |  |  |                   |  |
|                         |                    | …                            | …                       |  |  |       |  |  |                     |  |  |                   |  |
|                         |                    | …                            | …                       |  |  |       |  |  |                     |  |  |                   |  |
|                         |                    | …                            | …                       |  |  |       |  |  |                     |  |  |                   |  |
| Elisabetta dei Cumani   |                    | …                            |                         |  |  |       |  |  |                     |  |  |                   |  |
|                         |                    | …                            | …                       |  |  |       |  |  |                     |  |  |                   |  |
|                         |                    | …                            | …                       |  |  |       |  |  |                     |  |  |                   |  |
|                         |                    | …                            | …                       |  |  |       |  |  |                     |  |  |                   |  |
|                         |                    | …                            |                         |  |  |       |  |  |                     |  |  |                   |  |

## Galleria d'immagini

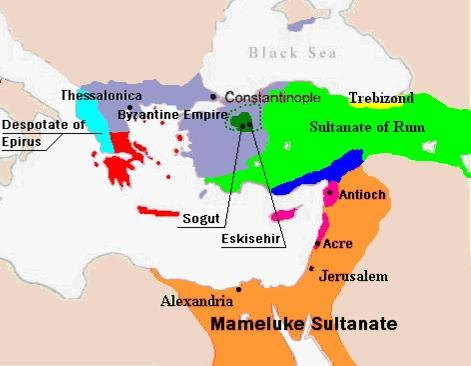
L'impero bizantino nel 1263 (verde scuro zona in cui nascerà l'impero ottomano nel 1300).
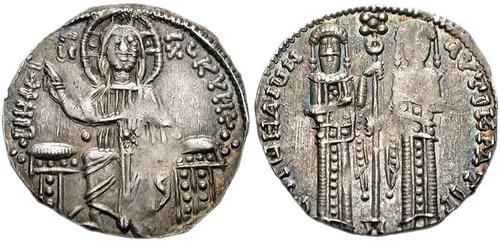
Moneta rappresentante Andronico II Paleologo con il figlio Michele IX Paleologo.